# プロピザミド
プロピザミド（英: Propyzamide）は、酸アミド系除草剤の一種である。

## 用途
アメリカのロームアンドハースが開発した除草剤で、日本では1973年2月28日に農薬登録を受けた。芝地などに使用され、商品名に「アグロマックス」「カーブ」などがある。欧州連合では2004年4月1日に承認された。単子葉植物・双子葉植物に対し、タンパク質の生合成を阻害することにより効果をもたらす。

## 製造
アセトンとナトリウムアセチリド、3,5-ジクロロ安息香酸から多段階の経路で合成される。
平成16農薬年度（平成15年10月～平成16年9月）の原体生産量は12.7トンであった。